# Paul Emery
Paul Emery, britanski dirkač Formule 1, * 12. november 1916, Chiswick, London, Anglija, Združeno kraljestvo, † 3. februar 1993, Epsom, Surrey.

## Življenjepis
Emery je pokojni britanski dirkač Formule 1. V svoji karieri je nastopil le na dveh dirkah, Veliki nagradi Velike Britanije v sezoni 1956, kjer je odstopil, in Veliki nagradi Monaka v sezoni 1958, kjer se mu ni uspelo kvalificirati na dirko. Umrl je leta 1993.

## Popolni rezultati Formule 1
(legenda) (odebeljene dirke pomenijo najboljši štartni položaj, poševne pa najhitrejši krog, †-uvrščen kljub odstopu)
| Leto | Moštvo         | Šasija           | Motor           | 1   | 2       | 3   | 4   | 5   | 6      | 7   | 8   | 9   | 10  | 11  | Prv | Toč |
| ---- | -------------- | ---------------- | --------------- | --- | ------- | --- | --- | --- | ------ | --- | --- | --- | --- | --- | --- | --- |
| 1956 | Emeryson Cars  | Emeryson Mk1     | Alta Straight-4 | ARG | MON     | 500 | BEL | FRA | VB Ret | NEM | ITA |     |     |     | -   | 0   |
| 1958 | B C Ecclestone | Connaught Type B | Alta Straight-4 | ARG | MON DNQ | NIZ | 500 | BEL | FRA    | VB  | NEM | POR | ITA | MAR | -   | 0   |